# Melville (Luisiana)
Melville é uma cidade  localizada no estado americano de Luisiana, na Paróquia de St. Landry.

## Demografia
Segundo o censo americano de 2000, a sua população era de 1376 habitantes.
Em 2006, foi estimada uma população de 1386, um aumento de 10 (0.7%).

## Geografia
De acordo com o United States Census Bureau tem uma área de
3,3 km², dos quais 3,2 km² cobertos por terra e 0,1 km² cobertos por água. Melville localiza-se a aproximadamente 11 m acima do nível do mar.

## Localidades na vizinhança
O diagrama seguinte representa as localidades num raio de 24 km ao redor de Melville.